# Volby do Knesetu 2013
Volby do 19. Knesetu byly předčasnými parlamentními volbami, které se v Izraeli konaly 22. ledna 2013. Stalo se tak devět měsíců před řádným termínem (říjen 2013), kvůli neshodě vlády nad státním rozpočtem pro rok 2013. O vyhlášení předčasných voleb se přitom jednalo již počátkem května 2012 kvůli neshodám ve vládní koalicí. Tehdy však ještě došlo k dočasnému vyřešení situace přizváním strany Kadima do vlády.
Vítězem voleb se stala volební aliance Likud Jisra'el bejtenu stávajícího premiéra Benjamina Netanjahua, která ve 120členném Knesetu získala 31 poslaneckých mandátů. Více než deset mandátů získaly Ješ atid (19), Strana práce (15), Šas (11) a Židovský domov (12). Kromě nich se do parlamentu dostalo ještě sedm dalších stran. Nově zvolení poslanci slavnostně složili přísahu 3. února a byli uvedeni do úřadu.
Na společné vládě se Netanjahu nakonec po dlouhém jednání dohodl se stranami Ješ atid, Židovský domov a ha-Tnu'a, s nimiž podepsal koaliční dohodu 15. března 2013 (kromě strany ha-Tnu'a, s níž uzavřel dohodu již v únoru). Nová vláda by měla být jmenována v pondělí 18. března.

## Pozadí

### První úvahy o předčasných volbách
V dubnu 2012 se vyostřily vztahy v rámci izraelské vládní koalice. Nejsilnější vládní strana Likud proto vyjádřila souhlas s konáním předčasných voleb (řádné funkční období Knesetu mělo přitom trvat do října roku 2013). Koncept předčasných voleb podpořily také opoziční formace Izraelská strana práce a Merec. Počátkem května 2012 se již oznamovalo, že strany pokročily směrem k vypsání voleb. Strana práce i Merec hodlaly předložit příslušný návrh zákona o ukončení funkčního období v 1. polovině května s tím, že jejich schválení se očekávalo 9. května 2012. Premiér Netanjahu mezitím s ostatními koaličními stranami jednal o stanovení termínu předčasných voleb. Vyjednávání bylo po několik dnů přerušeno vzhledem ke smrti premiérova otce Bencijona Netanjahua. Podle zdrojů z okolí předsedy vlády preferoval Netanjahu co nejčasnější termín (polovina srpna), přičemž stejný harmonogram preferoval i šéf další koaliční strany Jisra'el bejtenu Avigdor Lieberman. Některé koaliční strany náboženského typu (Sjednocený judaismus Tóry) ovšem preferovaly pozdější termín (po židovských svátcích), tedy říjen 2012. Podobně se vyjádřila i opoziční Kadima.
V rámci příprav na volby započaly na izraelské politické scéně rychlé přesuny. Kampaň již počátkem května 2012 odstartovala formace Acma'ut, kterou vede bývalý premiér a předseda Strany práce Ehud Barak. Z Knesetu rezignovala bývalá předsedkyně strany Kadima Cipi Livniová a objevily se spekulace, že může vytvořit vlastní politickou platformu. Na politické scéně se zároveň objevila nová politická strana Ješ atid, kterou založil novinář Ja'ir Lapid.
Podle průzkumu z počátku května 2012, kdy již spekulace o předčasných volbách nabývaly konkrétních obrysů, by volby vyhrála strana Likud a pravicová stávající koalice by si udržela většinu. Z parlamentu by vypadla strana Acma'ut Ehuda Baraka, prudký propad by zaznamenala dosud nejsilnější frakce Kadima.
| Strana                  | Likud | Str. práce | J. bejtenu | Ješ atid | Šas | Kadima | Sjedn.jud. | Merec | Nár. jednota | Žid. domov | arab. strany |
| ----------------------- | ----- | ---------- | ---------- | -------- | --- | ------ | ---------- | ----- | ------------ | ---------- | ------------ |
| počet mandátů v Knesetu | 31    | 17         | 13         | 12       | 11  | 10     | 6          | 4     | 4            | 2          | 11           |

### Odvrácení předčasných voleb
8. května 2012 premiér Netanjahu překvapivě oznámil, že předčasné volby se konat nebudou, protože došlo k uzavření dohody se stranou Kadima, jejíž předseda Šaul Mofaz souhlasil s přistoupením jeho strany (nejsilnější parlamentní frakce) do vládní koalice. Izraelská vláda tak měla získat početní sílu 94 poslanců Knesetu (z celkových 120), čímž měla vzniknout nejširší vláda velké koalice v dějinách státu Izrael. Jedním z předních úkolů rozšířené koalice mělo být vypracování nového řešení vojenské služby pro ultraortodoxní Židy jako alternativa k překonanému kompromisnímu Talovu zákonu. Tato nová regulace měla být předložena do 31. července 2012. Koalice se stranou Kadima ovšem netrvala dlouho. již v červenci 2012 strana vládu velké koalice opustila a kabinet Benjamina Netanjahua tak vládl po několik následujících měsíců v původní užší sestavě.

### Vyhlášení předčasných voleb
K vyhlášení předčasných voleb nakonec došlo 9. října 2012 vzhledem k neshodě vlády nad rozpočtem pro následující rok s tím, že termín by měl být stanoven na leden či únor roku 2013. O dva dny později premiér Netanjahu oznámil, že se volby budou konat 22. ledna 2013. Podle průzkumu veřejného mínění deníku Ma'ariv z 11. října bude největším vítězem voleb právě Netanjahuova strana Likud, která posílí o dva poslanecké mandáty.

## Výsledky voleb

### Celostátní výsledky voleb
Voleb se zúčastnilo celkem 34 politických stran, z nichž 12 překročilo 2% volební práh a dostalo se do Knesetu. Zvoleno bylo 120 poslanců Knesetu, z nichž 48 bylo zvoleno poprvé. V Knesetu usedlo rekordní množství žen - 27.
- Počet hlasů
- Počet křesel

Nejsilnější parlamentní frakcí se stala aliance Likud Jisra'el bejtenu (ve srovnání s volebními výsledky z roku 2009, kdy kandidoval Likud a Jisra'el bejtenu samostatně, ale šlo o značný propad), následovaná zcela novou formací Ješ atid. Výrazně své parlamentní zastoupení zvýšila strana Židovský domov. Naopak strana Kadima, v předchozím volebním období nejsilnější poslanecký klub v Knesetu, se nyní stala nejmenší parlamentní skupinou, s pouhými dvěma poslanci.
- Způsobilých voličů: 5 656 705
- Celková volební účast: 3 833 646 (volební účast 67,77 %)
- Neplatných hlasovacích lístků: 40 904
- Platných hlasovacích lístků: 3 792 742
- Práh (2 %): 75 855
- Hlasů na jedno křeslo: 31 606

| politické strany                                            | hlasů     | %     | mandátů | +/–   |
| ----------------------------------------------------------- | --------- | ----- | ------- | ----- |
| Likud Jisra'el bejtenu                                      | 885 163   | 23,34 | 31      | ▼ –11 |
| Ješ atid                                                    | 543 458   | 14,33 | 19      | nová  |
| Strana práce                                                | 432 118   | 11,39 | 15      | ▲ +2  |
| Židovský domov                                              | 345 985   | 9,12  | 12      | ▲ + 5 |
| Šas                                                         | 331 868   | 8,75  | 11      | ▬ 0   |
| Sjednocený judaismus Tóry - Agudat Jisra'el - Degel ha-Tora | 195 892   | 5,16  | 7       | ▲ + 2 |
| ha-Tnu'a                                                    | 189 167   | 4,99  | 6       | nová  |
| Merec                                                       | 172 403   | 4,55  | 6       | ▲ + 3 |
| Sjednoc. arab. kandidátka-Ta'al                             | 138 450   | 3,65  | 4       | ▬ 0   |
| Chadaš                                                      | 113 439   | 2,99  | 4       | ▬ 0   |
| Balad                                                       | 97 030    | 2,56  | 3       | ▬ 0   |
| Kadima                                                      | 78 974    | 2,08  | 2       | ▼ –26 |
| Ocma le-Jisra'el                                            | 66 775    | 1,76  | 0       | 0     |
| Am šalem                                                    | 45 690    | 1,20  | 0       | 0     |
| Ale jarok                                                   | 43 734    | 1,15  | 0       | 0     |
| Erec chadaša                                                | 28 080    | 0,74  | 0       | 0     |
| Koach lehašpia                                              | 28 049    | 0,74  | 0       | 0     |
| ha-Jisra'elim                                               | 18 939    | 0,50  | 0       | 0     |
| ha-Jerukim ve-ha-ce'irim                                    | 8 117     | 0,21  | 0       | 0     |
| Dor bonej ha-Arec                                           | 5 975     | 0,16  | 0       | 0     |
| Ostatní strany                                              | 20 160    | 0,63  | 0       | 0     |
| Celkem                                                      | 3 792 742 | 100%  | 120     |       |

### Výsledky voleb v největších městech
Pořadí prvních čtyř nejsilnějších stran a jejich procentní zisk.
- Jeruzalém - 1. Sjednocený judaismus Tóry (22 %), 2. Likud bejtenu (21 %), 3. Šas (16 %), 4. Židovský domov (12 %)
- Tel Aviv - 1. Ješ atid (21 %), 2. Likud bejtenu (18 %), 3. Strana práce (17 %), 4. Merec (14 %)
- Haifa - 1. Likud bejtenu (26 %), 2. Ješ atid (18 %), 3. Strana práce (15 %), 4. ha-Tnu'a (7 %)
- Rišon le-Cijon 1. Likud bejtenu (31 %), 2. Ješ atid (23 %), 3. Strana práce (14 %), 4. ha-Tnu'a (7 %)